# Haydon Burns
Haydon Burns, właśc. William Haydon Burns (ur. 17 marca 1912, zm. 22 listopada 1987) – amerykański polityk, działacz Partii Demokratycznej, wieloletni burmistrz Jacksonville i 35. gubernator stanu Floryda.
Urodził się w Chicago, jednakże w 1922 jego rodzina przeniosła się na Florydę, gdzie chodził do szkół publicznych. Studiował w college’u w Massachusetts. W czasie II wojny światowej pracował w biurze sekretarza marynarki. Po wojnie powrócił do Jacksonville, gdzie zajmował się świadczeniem usług typu public relations i konsultingiem biznesowym.
W 1949 po raz pierwszy został burmistrzem Jacksonville. Urząd ten pełnił do 1965. Był najdłużej urzędującym burmistrzem w historii tego miasta. Do jednej z jego inicjatyw jako burmistrza należało (nie bez związku z jego specjalnością zawodową w dziedzinie public relations) nakręcenie filmu reklamowo-historycznego The Jacksonville story, który był pokazywany m.in. w Izraelu, Holandii a nawet ZSRR.
W listopadowych wyborach 1964 Burns został wybrany na gubernatora Florydy; na stanowisku zastąpił pełniącego ten urząd dwie kadencje kolegę demokratę Cecila Farrisa Bryanta. Jego kadencja trwała dwa lata (od 5 stycznia 1965 do 3 stycznia 1967).
Po odejściu z urzędu (jego następcą został Claude Roy Kirk, pierwszy republikanin na tym stanowisku od czasów rekonstrukcji) Burns powrócił do działalności biznesowej w Jacksonville, gdzie w 1970 bezskutecznie ponownie ubiegał się o wybór na burmistrza. Wiele jego niekwestionowanych osiągnięć z lat zarządzania miastem zostało już wówczas zapomnianych.
Zmarł w Jacksonville, gdzie mieszkał aż do śmierci.